# IC 2979
IC 2979 ist eine Linsenförmige Galaxie vom Hubble-Typ SB0 im Sternbild Großer Bär am Nordsternhimmel. Sie ist schätzungsweise 140 Millionen Lichtjahre von der Milchstraße entfernt und hat einen Durchmesser von etwa 35.000 Lichtjahren. Gemeinsam mit zehn weiteren Galaxien bildet sie die NGC 3995-Gruppe (LGG 259). Im selben Himmelsareal befinden sich u. a. die Galaxien NGC 3966, NGC 3991, NGC 3994, IC 2978.
Das Objekt wurde am 12. Juni 1896 von Stéphane Javelle entdeckt.